# Honoré-Charles Reille

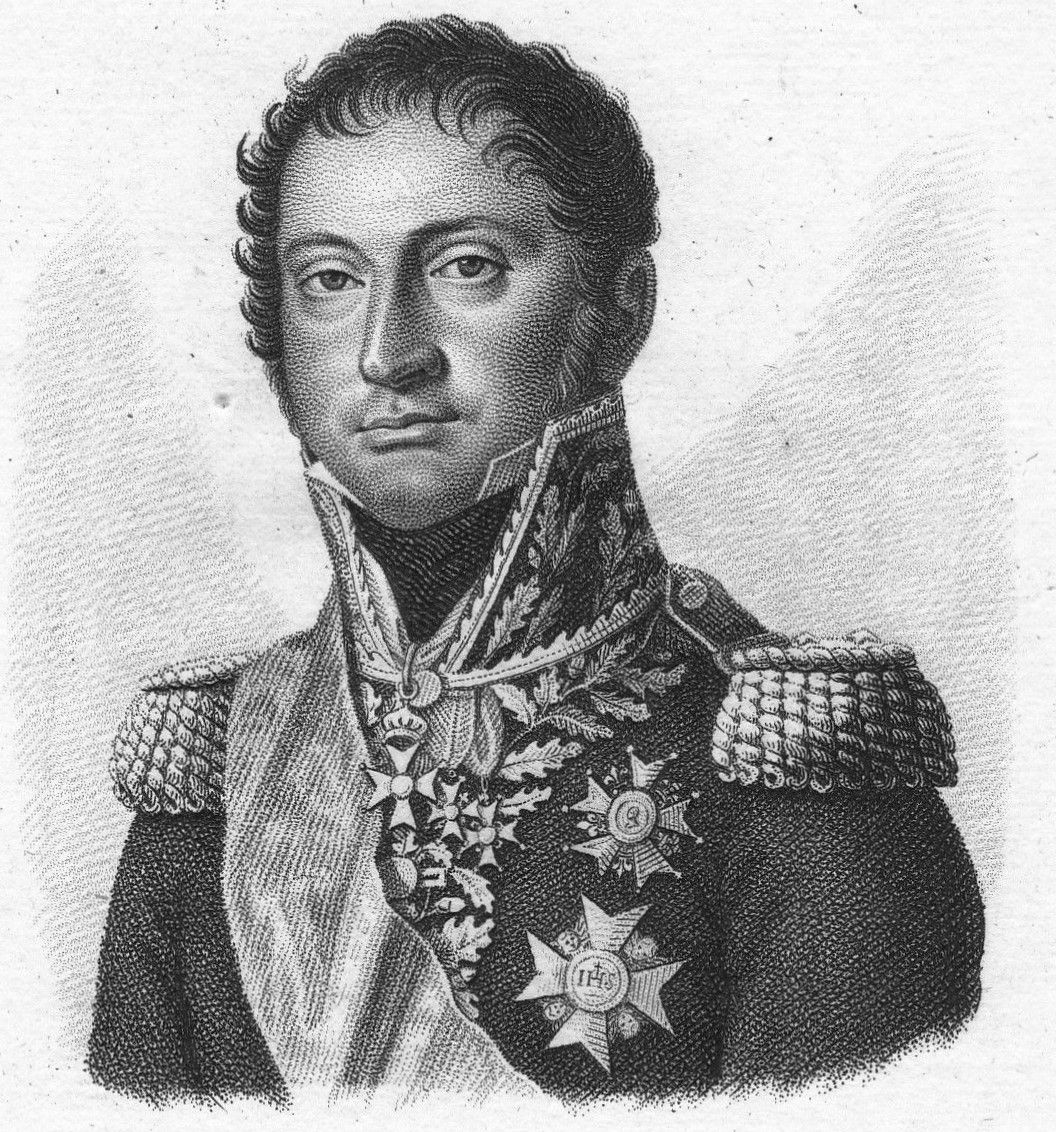
Honoré-Charles Reille

Honoré-(oder Henri)-Charles-Michel-Joseph, comte Reille (* 1. September 1775 in Antibes; † 4. März 1860 in Paris) war ein französischer General, Maréchal de France und Pair von Frankreich.

## Leben
Reille kämpfte 1792 als Sous-lieutenant im 94e régiment d’infanterie unter Dumouriez und wurde dann Adjutant Massénas, dessen Tochter er später heiratete.
1800 war er Kommandant von Florenz und Zweiter Chef des Generalstabs in Italien, 1803 zum Général de brigade befördert, befehligte er 1805 im österreichischen Krieg das württembergische Kontingent, kämpfte 1806 bis 1807 in der Schlacht bei Jena, der Pułtusk und der Schlacht bei Ostrołęka, sowie als Napoleons I. Adjutant in der Schlacht bei Friedland.
Nach Ausbruch der spanischen Insurrektion kämpfte er Ende 1808 in Katalonien, wo er im Verband des VII. Armeekorps unter Oberbefehl von Marschall Gouvion St.-Cyr Figueres und Roses einnahm. Zusammen mit der neapolitanischen Division Lechi mit der Cernierung von Gerona betraut wurde er wegen des Kriegsbeginns mit Österreich abberufen und übergab den Befehl zur Belagerung von Gerona an General Verdier. Im Juli 1809 kommandierte er in der Schlacht bei Wagram und kam im Folgejahr an den spanischen Kriegsschauplatz zurück. 1811 war er Gouverneur von Navarra, dann befehligte er bis 1812 in Aragonien, dann die Armee von Portugal und in den Pyrenäen gegen Wellington.
Für seine Verdienste erhielt er vom bayerischen König Maximilian I. Joseph das Kommandeurkreuz des Militär-Max-Joseph-Ordens.
Nach der Restauration der Bourbonenherrschaft wurde er Inspekteur der Infanterie der 14. und 15. Division. Er trat nach Napoleons Rückkehr wieder an dessen Seite und kommandierte während der Herrschaft der Hundert Tage das II. Armeekorps. Diesen Verband führte er beim Vorstoß auf Brüssel unter Marschall Ney am 16. Juni bei Quatre-Bras und am 18. Juni am linken Flügel in der entscheidenden Schlacht bei Waterloo (Belle-Alliance).
1819 wurde er zum Pair von Frankreich erhoben. 1847 stieg er zum Maréchal de France auf und wurde 1852 zum Senator ernannt. Er starb am 4. März 1860 in Paris.
Sein Sohn war André-Charles-Victor Reille.

## Ehrungen
Sein Name ist am Triumphbogen in Paris in der 34. Spalte eingetragen.